# Движение ополчения в США
Движение ополчения в США (англ. Militia movement) — американское общественно-политическое движение милитаризированных радикальных группировок. Поддерживает идею формирования добровольных вооружённых отрядов. Идеология основана на антиправительственных взглядах, противодействии ограничению свободы ношения оружия, установленной второй поправкой к Конституции США (термин «Militia» — ополчение — закреплён в ней же). Некоторые группы придерживаются конспирологической теории «Нового мирового порядка», политические взгляды обычно являются крайне правыми. Организатор теракта в Оклахома-Сити (1995) Тимоти Маквей находился под влиянием идей «ополченцев».
Самоназвания — «ополчение» (англ. Militia), «неорганизованное ополчение», «конституционное ополчение», «гражданское ополчение», «свободное ополчение», в некоторых случаях также может использоваться историческое наименование «сыны свободы».

## История
В конце 1960-х годов была создана организация «Posse Comitatus», члены которой полагали, что они — избранные Господом истинные сыны Израилевы. Они были антисемитами и считали, что американцев хотят поработить, используя Федеральную резервную систему и Налоговое управление США. В феврале 1983 года бывший член этой организации Гордон Каль убил двух полицейских и был убит при попытке задержания.
Однако интенсивное развитие движения началось в 1990-х годах, чему способствовали инцидент в Руби Ридж (1992) и осада «Маунт Кармел» (1993). Общая численность членов движения оценивается в пределах 20—60 тысяч человек.
Юридической основой для движения является Вторая поправка к Конституции США, которая, помимо свободы ношения оружия, устанавливает, что «хорошо регулируемое ополчение необходимо для обеспечения безопасности свободного государства» (англ. well-regulated militia is being necessary to the security of a free State). Трактование этой поправки вызывает споры: что следует понимать под словом «ополчение» и что может означать «хорошо регулируемое».
Для крайне правых ополченцев характерно представление о федеральном правительстве США как о тирании, ограничивающей конституционные свободы граждан. Проявлениями этой тирании ополченцы считают налоги, государственное регулирование и любые попытки ограничить право на ношение оружия. Роль государства в обществе, по мнению представителей этого движения, должна быть сведена к минимуму. Подобные взгляды во многом перекликаются с политической платформой правоконсервативного Общества Джона Бёрча. Вместе с тем, некоторые ополченцы вообще не вооружены.
Многие ополченцы придерживаются теории «Нового мирового порядка» и верят в существование тайного мирового правительства, совместно с которым, как они считают, действует федеральное правительство США. Орудием этого мирового правительства ополченцы часто считают ООН (вплоть до представления о возможной оккупации США войсками ООН).
Вплоть до 2000 года в движении было распространено мнение об этом годе как о времени полного краха США; как считалось, ограничение права на ношение оружия предпринималось мировым правительством для разоружения населения, после чего должно было произойти вторжение войск ООН и помещение несогласных в секретные концентрационные лагеря.
Среди правозащитных организаций, таких, как Антидиффамационная лига, часто встречается представление о движении ополченцев как расистах, проповедующих идеи превосходства белых людей. Однако вместе с тем ополченцы расколоты на множество независимых групп, идеология которых различается, а некоторые ополчения созданы, в первую очередь, для противостояния конкретных общин внешним угрозам. В то же время наибольшее влияние на становление движения оказали идеи превосходства «арийской расы» и «христианской идентичности»: расизм, неонацизм, представление о властях США как о ZOG («Сионистское оккупационное правительство»), крайняя религиозность, креационизм. Политическая платформа каждого конкретного ополчения обычно зависит от доминирующих в конкретной местности взглядов и может заметно меняться от региона к региону.
В частности, движение ополченцев штата Монтана рассматривает Североамериканскую зону свободной торговли (НАФТА) как заговор правительства «Нового мирового порядка», составленный с целью разорить и поработить Соединённые Штаты (хотя они и являются лидером НАФТА). Военизированная группировка «Posse Comitatus» отвергает любые формы государственной организации выше графства (округа), отвергает любую власть выше власти шерифа, отвергает любое взаимодействие с правительством, такое, как уплата налогов или получение водительских прав. Данная группировка находится в числе сторонников «движения суверенного гражданства», распространяющего идею, что американские граждане должны быть субъектами только общего английского права, а не законодательства уровня муниципального образования, штата или же федерального законодательства. Подобные взгляды могут служить идеологическим оправданием для отказа от уплаты налогов или же, в ряде случаев, отказа признавать Четырнадцатую поправку, давшую права гражданства освобождённым чёрным рабам.
Военизированная группировка «Хутари», члены которой предпочитают называть себя «воинами Христа», верит в скорое пришествие Антихриста, которого, по их представлению, поддержат власти, объединённые в тайное «Братство». Как говорилось одно время на веб-сайте движения, Антихристом является Хавьер Солана. Также данное движение практикует сурвивализм, распространено крайне враждебное отношение к ООН, которая якобы планирует заговор с целью уничтожения Конституции США.
Культовым статусом среди американских ультраправых пользуется роман Уильяма Пирса (написан под псевдонимом Эндрю Макдоналд) «Дневники Тёрнера», в котором описывается, как из-за решения правительства США запретить гражданам владеть оружием начинается гражданская война.
На пике популярности в конце 2010-х годов движение ополчения насчитывало в своих рядах до 100 тысяч человек. На 2021 год в США существовало около 80-100 различных организаций, связанных с движением ополчения. Самые крупные из них — «Хранители обещаний», «Трёхпроцентники», «Light Foot Militia» и «Peopleʼs Rights».

## Группировки ополченцев
По данным организации Southern Poverty Law Center, в 2011 году на пике развития движения ополчения насчитывалось 334 группировки. В 2014 году таких группировок было 202, в 2015 году — 276. Ниже приведены группировки ополченцев на 2010 год.
| Группировка                                                | Город, штат                              |
| ---------------------------------------------------------- | ---------------------------------------- |
| 2-е алабамское ополчение                                   | Мобил, штат Алабама                      |
| Алабамские барсуки Шолса                                   | Таскамбия, штат Алабама                  |
| Гражданское ополчение Аляски                               | Никиски, штат Аляска                     |
| Гражданское ополчение Аризоны                              | Дуглас, штат Аризона                     |
| Аризонское ополчение                                       | Глендейл, штат Аризона                   |
| Ополчение графства (округа) Кочиз                          | Тумстон, штат Аризона                    |
| Ополчение Северной Аризоны                                 | Флагстафф, штат Аризона                  |
| Ополчение графства (округа) Вашингтон                      | Фейетвилл, штат Арканзас                 |
| Движение американского сопротивления                       | Все штаты (общенациональное)             |
| Ополчение штата Северная Калифорния                        | Фалкон Крик, штат Калифорния             |
| Неорганизованное ополчение штата Калифорния                | Монровия, штат Калифорния                |
| Ополчение минитменов                                       | Форт-Коллинс, штат Колорадо              |
| Свободный альянс Флориды                                   | Нокомис, штат Флорида                    |
| Свободное ополчение Флориды                                | Палм-Кост, штат Флорида                  |
| Джорджийское ополчение                                     | Графство (округ) Чатем, штат Джорджия    |
| Ополчение Джорджии                                         | Лоренсвилл, штат Джорджия                |
| Конституционное ополчение граждан Айдахо                   | Весь штат Айдахо                         |
| Лёгкое пешее ополчение Северного Айдахо                    | Графство (округ) Боннер, штат Айдахо     |
| 135-й Добровольческий отряд кавалерии Иллинойса            | Весь штат Иллинойс                       |
| 167-й батальон Неорганизованного ополчения штата Иллинойс  | Весь штат Иллинойс                       |
| 3-я бригада Добровольческого ополчения граждан Индианы     | Графство (округ) Типпекану, штат Индиана |
| Конституционное ополчение Индианы                          | Весь штат Индиана                        |
| Корпус ополчения Индианы                                   | Ингалс, штат Индиана                     |
| Сидячее (sedentary) ополчение Индианы                      | Графство (округ) Хендрикс, штат Индиана  |
| Индианские Сыны Свободы                                    | Весь штат Индиана                        |
| Индианское ополчение графства (округа) Грин                | Графство (округ) Грин, штат Индиана      |
| 14-й полк ополчения штата Индиана                          | Графство (округ) Оуэн, штат Индиана      |
| Ополчение штата Канзас                                     | Уичито, штат Канзас                      |
| 1-е объединённое общественное ополчение                    | Боулинг-Грин, штат Кентукки              |
| Ополчение штата Кентукки — Командование долины Огайо       | Луисвилл, штат Кентукки                  |
| 105-й отряд «Синих Стражей», ополчение Северного Кентукки  | Ряд графств Кентукки                     |
| Ополчение Луизианы                                         | Весь штат Луизиана                       |
| Неорганизованное ополчение Луизианы                        | Эббивилл, штат Луизиана                  |
| Конституционное ополчение Мэйна                            | Весь штат Мэн                            |
| Южные Сыны Свободы                                         | Весь штат Мэрилэнд                       |
| Ополчение мобильной лёгкой пехоты Дельта-5                 | Графство (округ) Итон, штат Мичиган      |
| Добровольческое ополчение Восточного Централа Мичигана     | Графство (округ) Лапир, штат Мичиган     |
| Ополчение Хутари                                           | Южный Мичиган                            |
| Волонтёры округа Джексон                                   | Округ Джэксон, штат Мичиган              |
| Свободное и независимое ополчение графства (округа) Ленави | Адриан, штат Мичиган                     |
| Ополчение Мичигана                                         | Редфорд, штат Мичиган                    |